# Heilsarmee (Japan)
Die Heilsarmee (japanisch 救世軍 Kyūseigun) wurde 30 Jahre nach der Gründung in England von Oberst Edward Wright in Japan 1895 gegründet.

## Übersicht

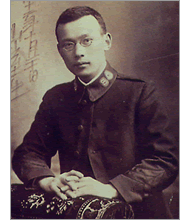
Yamamuro Gumpei

1895 reiste eine Abordnung der Heilsarmee, geführt von Oberst Edward Wright, nach Japan und nahm dort ihre Arbeit auf. Oberst Henry Bullard führte sie dann fort, unterstützt durch einen erneuten Besuch Wrights im Jahr 1907.
Unter den ersten Japanern der Heilsarmee muss besonders Yamamuro Gumpei (1872–1940) erwähnt werden: er war als Missionar, Sozialarbeiter und Autor wichtig. 1926 wurde er zum Kommandeur der Heilsarmee in Japan befördert. Man startete 1900 die Frauenbefreiungsbewegung, wobei es auch um die Abschaffung der Prostitution ging, eröffnete 1908 die Ausbildungsstätte für die Settlement-Bewegung, eröffnete 1911 eine Schlafstätte für Tagelöhner und bemühte sich 1917 um eine Erweiterung der Settlement-Bewegung. 1912 wurde ein Krankenhaus eröffnet, 1916 kam ein Tuberkulose-Sanatoriums dazu. Eine Aktivität war auch der Shakai nabe (社会鍋), etwa „Volkseintopf“, der auf den Straßen ausgeteilt wurde.
Während des Zweiten Weltkriegs wurde die Arbeit zunächst eingeschränkt, dann kam es 1940 zu einer zwangsweise Umbenennung in „Kyūseidan“ (救世団): das Wort „Armee“ musste durch „Körperschaft“ bzw. „Gruppe“ ersetzt und der Kontakt mit dem Hauptquartier in England eingestellt werden. 1946, nach Ende des Krieges, konnte die Arbeit wieder unter dem alten Namen aufgenommen werden.
Die Organisation betreibt heute wie vor dem Krieg verschiedene Wohlfahrtseinrichtungen, einschließlich preisgünstiger Schlafstellen für Tagelöhner, Studenten, auch Kinderhorte für berufstätige Mütter, Sanatorien und Schulungszentren für behinderte Personen. 1989 wurde am Krankenhaus der Heilsarmee ein Hospiz eingerichtet.
2010 gab es in Japan 58 Gruppen der Heilsarmee, die Zahl der Offiziere betrug 111, die Zahl Soldaten betrug 3332 Mitglieder.